# Giuliana Jakobeit
Giuliana Jakobeit (* 1. Oktober 1976 in Berlin; geb. Wendt) ist eine deutsche Synchronsprecherin, Hörspielsprecherin sowie Webvideoproduzentin.

## Leben
Im Alter von 10 Jahren kam Jakobeit durch ihre Tante zum Synchronisieren. Seitdem ist sie Synchronstimme für viele bekannte Schauspieler und Charaktere in Fernsehserien. Unter anderem ist sie die deutsche Synchronschauspielerin von Keira Knightley (neben Dascha Lehmann) und Amy Adams.
Unter eigenem Namen betreibt Jakobeit einen Youtube-Kanal.

## Sprechrollen (Auswahl)
Amy Adams
- 2002: Catch Me If You Can, Rolle: Brenda Strong
- 2007: Verwünscht, Rolle: Prinzessin Giselle (Gesang: Kerstin Heiles)
- 2008: Glaubensfrage, Rolle: Schwester James
- 2008: Sunshine Cleaning, Rolle: Rose Lorkowski
- 2009: Julie & Julia, Rolle: Julie Powell
- 2010: The Fighter, Rolle: Charlene Fleming
- 2010: Verlobung auf Umwegen, Rolle: Anna Brady
- 2011: Die Muppets, Rolle: Mary (Gesang: Kerstin Heiles)
- 2012: On the Road – Unterwegs, Rolle: Joan „Jane“ Vollmer
- 2013: American Hustle, Rolle: Sydney Prosser
- 2013: Man of Steel, Rolle: Lois Lane
- 2013: Her, Rolle: Amy
- 2016: Arrival, Rolle: Dr. Louise Banks
- 2016: Batman v Superman: Dawn of Justice, Rolle: Lois Lane
- 2017: Justice League, Rolle: Lois Lane
- 2018: Vice – Der zweite Mann, Rolle: Lynne Cheney
- 2018: Sharp Objects (Fernsehserie, 8 Folgen), Rolle: Camille Preaker
- 2020: Hillbilly-Elegie, Rolle: Bev
- 2021: The Woman in the Window, Rolle: Anna Fox
- 2021: Zack Snyder’s Justice League, Rolle: Lois Lane
- 2021: Dear Evan Hansen, Rolle: Cynthia Murphy (Gesang: Jasmin Roth)

Keira Knightley
- 2001: Gwyn – Prinzessin der Diebe, Rolle: Gwyn
- 2002: Doktor Schiwago, Rolle: Lara Antipova
- 2002: Ein Kind von Traurigkeit, Rolle: Louise
- 2003: Fluch der Karibik, Rolle: Elizabeth Swann
- 2006: Pirates of the Caribbean – Fluch der Karibik 2, Rolle: Elizabeth Swann
- 2007: Stories of Lost Souls, Rolle: Leah
- 2007: Pirates of the Caribbean – Am Ende der Welt, Rolle: Elizabeth Swann
- 2008: The Edge of Love, Rolle: Vera Phillips
- 2010: Alles, was wir geben mussten, Rolle: Ruth
- 2010: Last Night, Rolle: Joanna Reed
- 2010: London Boulevard, Rolle: Charlotte
- 2014: Grow Up!? – Erwachsen werd’ ich später, Rolle: Megan
- 2014: Jack Ryan: Shadow Recruit, Rolle: Cathy Muller
- 2018: Der Nussknacker und die vier Reiche, Rolle: Zuckerfee
- 2019: Official Secrets, Rolle: Katharine Gun
- 2020: Die Misswahl – Der Beginn einer Revolution, Rolle: Sally Alexander

Aishwarya Rai
- 2003: Erzähl mir nichts von Liebe, Rolle: Namrata
- 2003: Nur dein Herz kennt die Wahrheit, Rolle: Tia Sharma
- 2004: Raincoat, Rolle: Niru
- 2004: Liebe lieber indisch, Rolle: Lalita C. Bakshi
- 2005: Die Hüterin der Gewürze, Rolle: Tilo
- 2005: Denn meine Liebe ist unsterblich Rolle: Megha
- 2006: Umrao Jaan, Rolle: Amiran/Umrao Jaan
- 2006: Devdas – Flamme unserer Liebe, Rolle: Paro
- 2006: Dhoom 2 – Back in Action, Rolle: Sunehri
- 2007: Guru, Rolle: Sujata Desai
- 2008: Jodhaa Akbar, Rolle: Jodhaa Bai
- 2010: Raavanan, Rolle: Ragini Subramaniam

Rachael Leigh Cook
- 1997: True Women, Rolle: Georgia Lawshe (jung)
- 1997: Defenders – Die Vergeltung, Rolle: Tracey Lane
- 1999: Eine wie keine, Rolle: Laney Boggs
- 2001: Texas Rangers, Rolle: Caroline Dukes
- 2001: Tangled, Rolle: Jenny Kelley
- 2003: Tempo, Rolle: Jenny Travile
- 2004: Stateside, Rolle: Dori Lawrence
- 2014: Red Sky, Rolle: Karen Brooks

Lacey Chabert
- 2002: Balto – Auf der Spur der Wölfe, Rolle: Aleu
- 2004: Shadow of Fear, Rolle: Allison Henderson
- 2006: Black Christmas, Rolle: Dana Mathis
- 2009: Der Womanizer – Die Nacht der Ex-Freundinnen, Rolle: Sandra

Ashleigh Ball
- 2013: My Little Pony: Equestria Girls, Rolle: Rainbow Dash
- 2014: My Little Pony: Equestria Girls – Rainbow Rocks, Rolle: Rainbow Dash
- 2011–2013: My Little Pony – Freundschaft ist Magie (Fernsehserie), Rolle: Rainbow Dash

Nicholle Tom
- 1992: Ein Hund namens Beethoven, Rolle: Ryce Newton
- 1993: Eine Familie namens Beethoven, Rolle: Ryce Newton

Wakana Yamazaki
- 2002–2006, seit 2018: Detektiv Conan (Fernsehserie), Rolle: Ran Mori
- seit 2007: Detektiv Conan (Filmreihe), Rolle: Ran Mori

Alexis Bledel
- 2005: Eine für 4, Rolle: Lena
- 2008: Eine für 4 – Unterwegs in Sachen Liebe, Rolle: Lena

### Filme
- 1991: Für Lauren Stanley in Wettlauf mit dem Tod, Rolle: Cindy Fortier
- 1992: Für Khanya Mkhize in Boomerang, Rolle: Khanya
- 1996: Für Yuuko Minaguchi in X – The Movie, Rolle: Hinoto
- 1997: Für Kirsten Dunst in Anastasia, Rolle: Junge Anastasia (Gesang: Jana Werner)
- 1998: Für Andi Eystad in Cryin’ Ryan – Ein Geist sucht Hilfe, Rolle: Kris
- 1998: Für Melissa Joan Hart in Ich kann’s kaum erwarten!, Rolle: Vicki
- 1999: Für Nicki Aycox in Tödliche Vergeltung, Rolle: Amy Metcalf
- 2000: Für Elisha Cuthbert in E–Mail ans weiße Haus, Rolle: Madison Osgood
- 2001: Für Kirsten Storms in Zenon 2 – Das Abenteuer geht weiter, Rolle: Zenon Kar
- 2003: Für Jennifer Connelly in Es war einmal in Amerika, Rolle: junge Deborah
- 2003: Für Lindsay Sloane in Ein Ungleiches Paar, Rolle: Melissa Peyser
- 2003: Für Yevgeniya Igumnova in Zwerg Nase, Rolle: Prinzessin Greta
- 2004: Für Anne Judson-Yager in Girls United Again, Rolle: Whittier Smith
- 2005: Für Kristina Anapau in Verflucht, Rolle: Brooke
- 2005: Für Piper Perabo in Eine Hochzeit zu dritt, Rolle: Rachel
- 2006: Für Jenna Dewan in Step Up, Rolle: Nora Clark
- 2007: Für Imogen Poots in 28 Weeks Later, Rolle: Tammy
- 2007: Für Sophia Bush in The Hitcher, Rolle: Grace Andrews
- 2009: Für Willow Johnson in Barbie und Die Drei Musketiere, Rolle: Aramina
- 2010: Für Caitlin Fitzgerald in Wenn Liebe so einfach wäre, Rolle: Lauren
- 2011: Für Gal Gadot in Fast & Furious Five, Rolle: Gisele Yashar
- 2012: Für Eva Green in Dark Shadows, Rolle: Angelique Bouchard
- 2012: Für Bae Doo-na in Cloud Atlas, Rollen: Tilda Ewing, Megans Mutter, Mexikanische Frau, Sonmi~451, Sonmi~351, Prostituierte
- 2013: Für Jackie Geary in White House Down, Rolle: Jenna
- 2014: Für Stéfanie Buxton in Zauber einer Weihnachtsnacht, Rolle: Aurora
- 2016: Für Gillian Jacobs in Don’t Think Twice, Rolle: Samantha
- 2018: Für Lily James in Deine Juliet, Rolle: Juliet
- 2019: Für Linda Larkin in Chaos im Netz, Rolle: Jasmin
- 2019: Für Elizabeth Henstridge in Christmas at the Plaza – Verliebt in New York, Rolle: Jessica Cooper
- 2021: Für Sharon Duncan-Brewster in Dune, Rolle: Dr. Liet Kynes
- 2023: Für Wang Zhi in Die wandernde Erde II, Rolle: Han Duoduo

### Serien
- 1990–1992: Für Keshia Knight Pulliam in Die Bill Cosby Show, Rolle: Rudy Huxtable
- 1996–2003: Für Hillary Cooper in Monster aus Versehen, Rolle: Tracy
- 1997: Für Eriko Hara in Hanni und Nanni, Rolle: Marianne „Nanni“ O’Sullivan
- 1998–2003: Für Rachel Crane in Disneys Große Pause, Rolle: Ashley „Q“ Quinlan
- 1999–2003: Für Antonia Prebble in The Tribe, Rolle: Trudy
- 2000: Für Ai Maeda in Digimon, Rolle: Mimi Tachikawa
- 2001: Für Ruby Smith-Merovitz in Angela Anaconda, Rolle: Nanette Manoir
- 2001–2004: Für Kath Soucie in Disneys Wochenend-Kids, Rolle: Pedratishkovna „Tish“ Katsufrakis
- 2002, 2010: Für Katie Leigh in Totally Spies!, Rolle: Alex Houston
- 2003–2009: Für Hilarie Burton in One Tree Hill, Rolle: Peyton Sawyer
- 2003: Für Junko Iwao in Card Captor Sakura, Rolle: Tomoyo Daidouji
- 2003–2004: Für Aya Hisakawa in X 1999, Rolle: Hinoto
- 2003–2004: Für Yuki Nakao in Yu-Gi-Oh!, Rolle: Schwarzes Magiermädchen, Mana
- 2003–2006: Für Katie Griffin in Braceface, Rolle: Nina Harper
- 2004: Für Shelly Cole in Gilmore Girls, Rolle: Madeline Lynn
- 2006–2008: Für Kether Donohue in Kappa Mikey, Rolle: Lily
- 2007: Für Masayo Kurata in Love Hina, Rolle: Shinobu Maehara
- 2008: Für Anna Graves in Star Wars: The Clone Wars, Rolle: Sugi
- 2010–2012: Für Rachael Leigh Cook in Psych, Rolle: Abigail Lytar
- 2010–2012, 2014, 2017: Für Kayla Ewell in Vampire Diaries, Rolle: Vicki Donovan
- 2011: Für Laura Vandervoort in V – Die Besucher Rolle: Lisa
- 2011–2012: Für Emily Bergl in Desperate Housewives, Rolle: Beth Young
- 2011–2016: Für Reshma Shetty in Royal Pains, Rolle: Divya Katdare
- 2012–2013: Für Claire Holt in Pretty Little Liars, Rolle: Samara Cook
- 2012–2013: Für Bellamy Young in Criminal Minds, Rolle: Beth Clemmons
- 2012–2013: Für Brooke Lyons in 2 Broke Girls, Rolle: Peach Landis
- 2013–2015: Jaime King in Hart of Dixie, Rolle: Lemon Breeland
- 2015: Für Kana Hanazawa in Tokyo Ghoul, Rolle: Liz Kamishiro
- 2015–2017: Für Odile Vuillemin in Profiling Paris, Rolle: Chloé Saint-Laurent
- 2015–2018: Für Katharine McPhee in Scorpion, Rolle: Paige Dineen
- 2015–2016: Für Lyndsy Fonseca in Marvel’s Agent Carter, Rolle: Angie Martinelli
- 2015–2016: Für Lea Michele in Scream Queens, Rolle: Hester Ulrich
- 2015–2018: Für Tena Desae in Sense8, Rolle: Kala Dandekar
- 2016–2018: Für MacKenzie Porter in Travelers – Die Reisenden, Rolle: Marcy Warton
- 2016–2021: Für Meredith Eaton in MacGyver, Rolle: Matilda Webber
- 2016–2021: Für Lauren German in Lucifer, Rolle: Chloe Decker
- 2017–2024: Für Jessica Paré in Seal Team, Rolle: Amanda „Mandy“ Ellis
- 2017–2024: Für Emily Coutts in Star Trek: Discovery, Rolle: Lieutenant Commander Keyla Detmer
- 2018: Für Virginia Kull in The Looming Tower, Rolle: Kathy Shaughnessy
- 2019: Für Jackie Tohn in The Boys, Rolle: Courtenay
- 2019: Für Beren Saat in Atiye – Die Gabe (Atiye), Rolle: Atiye
- 2020: Für Katie Wee in Hawaii Five-0, Rolle: Brooke
- 2020: Für JoAnna Garcia-Swisher in Süße Magnolien, Rolle: Maddie Townsend
- 2019: Für Madeleine Knight in Love, Death & Robots, Rolle: Greta/spinnenartiges Wesen
- 2020: Für Kikuko Inoue in Bakuman als Miyuki Azuki
- 2022–2025: Für Ardia Arjona in Star Wars: Andor, Rolle: Bix Caleen
- seit 2022: Für Becki Newton in The Lincoln Lawyer, Rolle: Lorna Crain
- seit 2022: Für Josephine Parks in Befruchtet, Rolle: Nana

### Videospiele
- 2014: Für Robyn Addison in Dragon Age: Inquisition als Sera
- 2015: Für Victoria Atkin in Assassin’s Creed Syndicate als Evie Frye
- 2021: Life Is Strange: True Colors als Charlotte
- 2022: Lost Ark als Sasha
- 2025: Assassin’s Creed Shadows, als Dame Nene

### Hörspiele
- 2004–2009, 2016, seit 2024: Elea Eluanda als Elea Eluanda
- seit 2007: Die Playmos, Rolle: Liv
- Gänsehaut
- Verwünscht: Das Original-Hörspiel zum Film, Rolle: Giselle, Walt Disney Records & BookBeat
- 2020: Neil Gaiman & Dirk Maggs: The Sandman (Audible exklusiv), Rolle: Rose

## Hörbücher
- 2022: Anna North: Die Gesetzlose, Lübbe Audio, ISBN 978-3-7540-0204-9 (Hörbuch-Download)